# Giuseppe Renato Imperiali
 Giuseppe Renato Imperiali  (né le 29 avril 1651 à Oria, dans l'actuelle province de Brindisi, dans la région des Pouilles, alors dans le royaume de Naples et mort le 15 janvier 1737 à Rome) est un cardinal italien du XVIIe siècle et du début du XVIIIe siècle.

## Biographie
Giuseppe Renato Imperiali est neveu du cardinal Lorenzo Imperiali (1652) et l'oncle des cardinaux Giuseppe Spinelli (1735) et Cosimo Imperiali (1753).
Le prélat Imperiali exerce d'abord plusieurs fonctions au sein de la Curie romaine. Le pape Alexandre VIII le crée cardinal lors du consistoire du 13 février 1690 puis l'envoie comme légat apostolique à Ferrare et à Bologne.
Il participe au conclave de 1691, lors duquel Innocent XII est élu, puis à ceux de 1700 (élection de Clément XI), de 1721 (élection d'Innocent XIII), de 1724 (élection de Benoît XIII) et de 1730 (élection de Clément XII). 
Au conclave de 1730, le cardinl Imperiali reçoit le véto de Philippe V d'Espagne, à une voix de la majorité requise. Il est par ailleurs un bibliophile averti disposant d'une importante bibliothèque.
Il meurt le 15 janvier 1737, après un cardinalat de 46 ans, 11 mois et 2 jours, de février 1690 à janvier 1737, ce qui en fait un des plus longs de l'Histoire.

### Sources
- Fiche du cardinal Giuseppe Renato Imperiali sur le site fiu.edu